# Kanton Strasbourg-9
Strasbourg-9 is een voormalig kanton van het Franse departement Bas-Rhin. Het kanton maakte deel uit van het arrondissement Straatsburg-Stad. Het werd opgeheven bij decreet van 18 februari 2014, met uitwerking op 22 maart 2015.
Het kanton omvatte uitsluitend een deel van de gemeente Straatsburg.